# Sergej Sergeevič Bodrov
Sergej Sergeevič Bodrov, noto anche come Sergej Bodrov junior (Mosca, 27 dicembre 1971 – Karmadon, 20 settembre 2002), è stato un attore e regista russo.

## Biografia
Figlio di Valentina Nikolaevna e del regista Sergej Vladimirovič Bodrov, il primo film a cui partecipò fu una pellicola del padre intitolata Il prigioniero del Caucaso, del 1996, dove interpretò la parte del soldato Vanja Žilin. Avrebbe voluto iscriversi al VGIK (Vserossijskij Gosudarstvennyj Institut Kinematografii), ma studiò storia dell'arte all'Università statale di Mosca, terminandola nel 1993.
Nel 1997 sposò Svetlana Mihajlova; l'anno successivo nacque la figlia Ol'ga, e nel 2002 il figlio Aleksandr. Nel 2002, durante le riprese del suo film da regista Svjaznoj si recò nella gola di Karmadon, nell'Ossezia del Nord insieme alla troupe. Morì il 20 settembre durante la grande valanga che provocò la morte di 125 persone, fra cui l'intero personale composto da 27 elementi.

## Filmografia
- Il prigioniero del Caucaso (1996)
- Brat (1997)
- The Stringer (1997)
- Est-ovest - Amore-libertà (1999)
- Il fratello grande (2000)
- Sёstry (2001)
- Decisione rapida (2001)
- Effect (2005)
- Vojna (2002)
- Il bacio dell'orso (2002)
- Svjaznoj (2002)